# Poimenesperus velutinus
Poimenesperus velutinus är en skalbaggsart som först beskrevs av White 1858.  Poimenesperus velutinus ingår i släktet Poimenesperus och familjen långhorningar.
Artens utbredningsområde är Gabon. Inga underarter finns listade i Catalogue of Life.